# PGC 2504296
LEDA/PGC 2504296 ist eine Galaxie im Sternbild Drache am Nordsternhimmel. Sie ist schätzungsweise 909 Millionen Lichtjahre von der Milchstraße entfernt und hat einen Durchmesser von etwa 80.000 Lichtjahren. Vom Sonnensystem aus entfernt sich das Objekt mit einer errechneten Radialgeschwindigkeit von näherungsweise 20.200 Kilometern pro Sekunde.
Im selben Himmelsareal befinden sich unter anderem die Galaxien NGC 5905, NGC 5908, PGC 54376, PGC 3386892.